# Max Barry

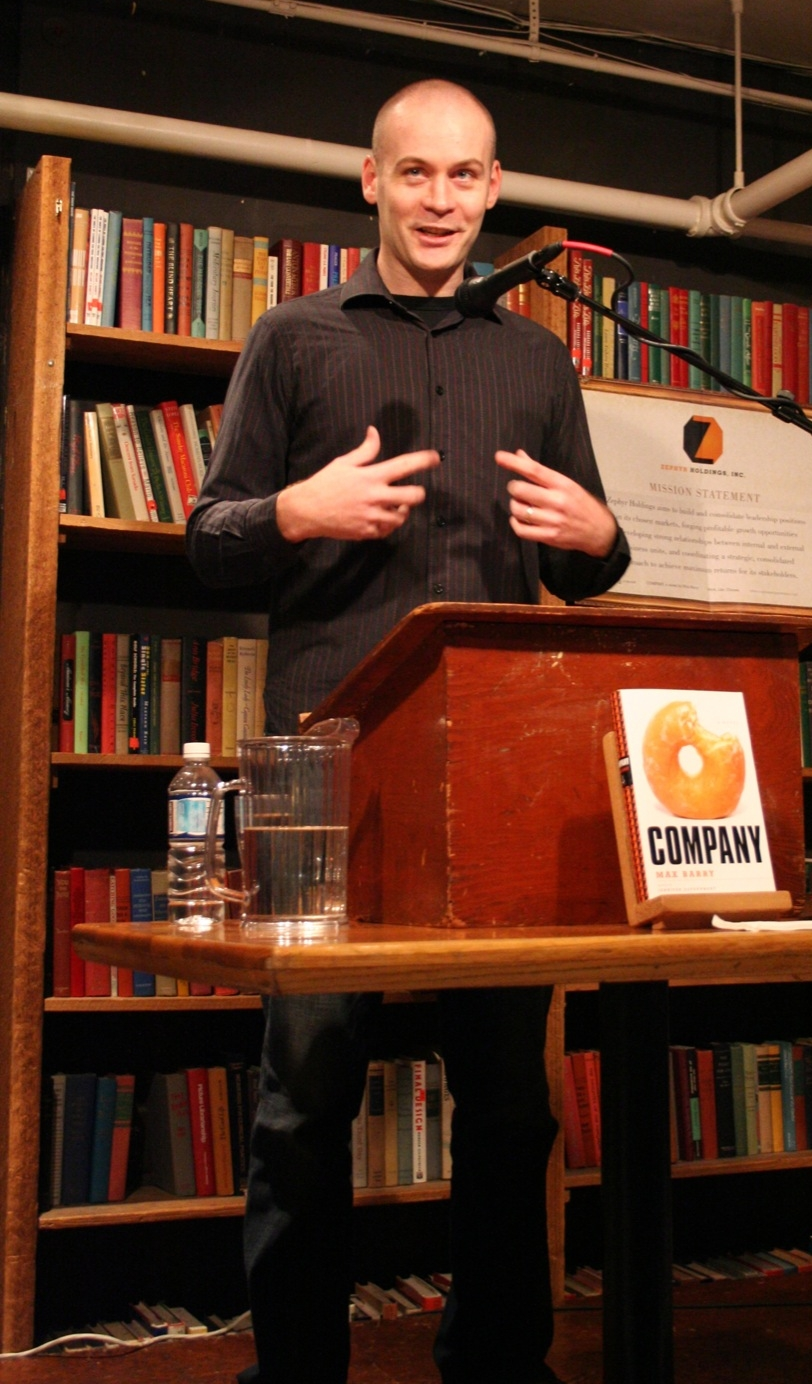
Max Barry

Max Barry (geboren am 18. März 1973 in Melbourne) ist ein australischer Schriftsteller.

## Leben
Sein erster Roman Fukk, eine Satire über die Welt des Marketing, erschien 1999 unter dem Namen Maxx Barry. Sein zweites Buch Logoland, ein Roman über eine von Großkonzernen beherrschte Welt, erschien 2003. Als Werbung für Logoland erschuf er das Internetspiel NationStates. Sein drittes Buch Chefsache, eine Satire über Großunternehmen, erschien am 17. Januar 2006.
Die Rechte für Logoland hat sich George Clooney gesichert.
Seine 1999 erschienene Novelle Fukk (im Original Syrup) wurde 2013 verfilmt.
Vor seiner Schriftstellerkarriere verkaufte Barry  Computersysteme für Hewlett-Packard. Er lebt mit seiner Ehefrau und seiner Tochter in Melbourne.

## Auszeichnungen
- 2013 Aurealis Award für Lexicon als bester Science-Fiction-Roman

## Bibliografie
Romane
- Syrup (1999)
  - Deutsch: Fukk. Übersetzt von Christian Quatmann. Goldmann #54119, München 1999, ISBN 3-442-54119-0. Auch als: Sirup. Übersetzt von Christian Quatmann. Heyne, München 2012, ISBN 978-3-453-40976-7.
- Jennifer Government (2003)
  - Deutsch: Logoland. Übersetzt von Anja Schünemann. Heyne Allgemeine Reihe #13758, 2003, ISBN 3-453-86947-8.
- Company (2006)
  - Deutsch: Chefsache. Übersetzt von Friedrich Mader. Heyne, 2006, ISBN 3-453-81064-3.
- Machine Man (2011)
  - Deutsch: Maschinenmann. Übersetzt von Friedrich Mader. Heyne Hardcore, 2012, ISBN 978-3-453-26797-8.
- Lexicon (2013)
  - Deutsch: Lexicon. Übersetzt von Friedrich Mader. Heyne Hardcore, 2014, ISBN 978-3-453-26911-8.
- Providence (2020)
  - Deutsch: Providence. Übersetzt von Bernhard Kempen. Heyne, 2021, ISBN 978-3-453-42470-8.
- The 22 murders of Madison May (2021)
  - Deutsch: Die 22 Tode der Madison May. Übersetzt von Bernhard Kempen. Heyne, 2023, ISBN 978-3-453-32235-6.

Kurzgeschichten
- Springtide (2007)
  - Deutsch: Springtide. In: phantastisch!, #54. Atlantis, 2014.